# Сурськ
Сурськ — місто районного підпорядкування в Городищенському районі Пензенської області в Росії.

## Географія
Місто розташоване по обидва боки річки Сури (притоки Волги), в 75 км від Пензи, за 20 км на південь від Городища, в 3 км від залізничної станції Асіївська Куйбишевської залізниці.

## Історія
Засноване в 1849 році поміщиком Астаф'євим як поселення «Нікольський хутір» при полотняній фабриці.
У 1928 році переведено в категорію селища міського типу з назвою «Нікольський хутір». У 1941 році засновано ливарно-механічний завод на базі евакуйованого з Нижнього Волочка підприємства.
У серпні 1953 селище перетворено в місто Сурськ.